# 古川為三郎
古川 為三郎（ふるかわ ためさぶろう、旧字体：古川 爲三郞、1890年（明治23年）1月18日 - 1993年（平成5年）5月19日）は、日本の実業家。愛知県中島郡萩原村（現・一宮市）出身。
約30社からなるヘラルドグループの創業者であり、一代で日本を代表する映画配給会社へと育て上げたほか、映画事業のほかにも手広く事業を行った。「古為」（ふるため）という愛称で親しまれた。

## 経歴

### 青年期

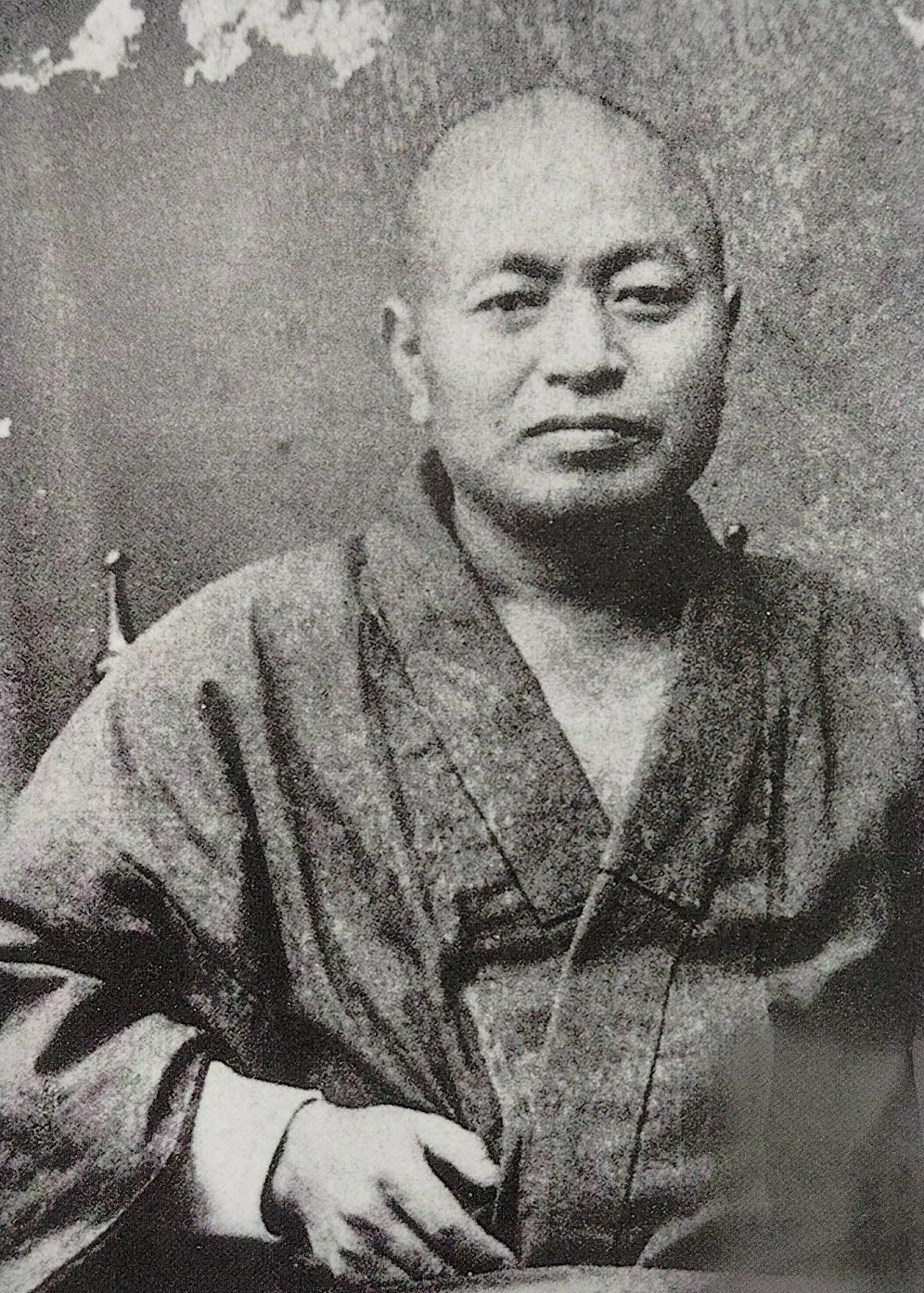
養父の古川巳之助

1890年（明治23年）1月18日、愛知県中島郡萩原村（現・一宮市萩原）に生まれた。父は中野清助、母はたきであり、為三郎は五男だった。1893年（明治26年）10月、名古屋市矢場町に住む遠縁の古川己之助の養子となった。
1896年（明治29年）4月には白川尋常高等小学校（現・名古屋市立栄小学校）に入学し、1899年（明治32年）4月には高等科に進んだ。宝石・貴金属商の古川己之助商店が破産したことで、1901年（明治34年）には大曽根に近い矢田川沿いの借家に転居した。1904年（明治37年）3月に白川尋常高等小学校を卒業すると、名古屋市鉄砲町の輸入商である柴田久兵衛商店（柴田ギヤマン店）に奉公に入った。1908年（明治41年）春には柴田久兵衛商店が廃業したことで、為三郎は古川己之助商店の再興に着手した。洋風の束髪が流行し始めた時期であり、洋風のかんざし、指輪、帯留めなどを製造した。1910年（明治43年）には柴田久兵衛商店を買い戻すことに成功した。同年には同郷の伊藤志まと結婚し、1911年（明治44年）には長女が誕生した。

### 戦前の経歴

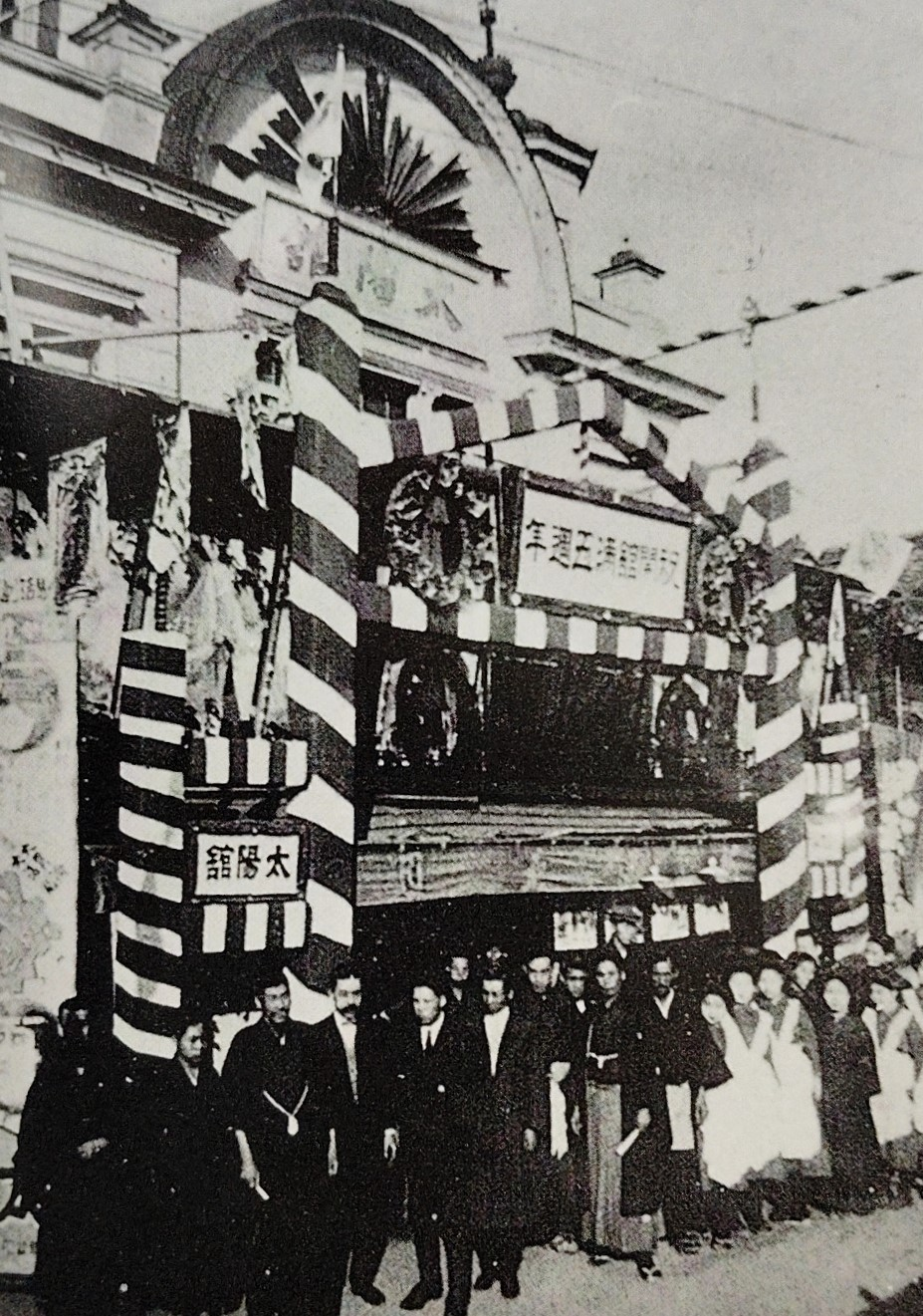
太陽館

第一次世界大戦が始まった1914年（大正3年）には長男の一己（後に古川勝巳に改名）が誕生した。同年には東京の神田馬喰町に古川己之助商店の出張所を開設し、1917年（大正6年）秋には東京支店を銀座4丁目の一等地に移し、大阪にも大阪支店を設置した（1920年には東京支店を神田橋本町に移転）。1918年（大正7年）夏には熊本県天草諸島の天草炭田に日本鉱業株式会社を設立して社長に就任したが、1919年（大正8年）冬には権利を三井物産に買い戻されている。
1920年（大正9年）1月には戦後恐慌を見越して、東京支店を銀座から神田橋本町に移した。同年夏には急性肺炎が悪化し、危篤状態となった後に遺体安置所に運ばれたが、安置所で息を吹き返した。同年秋から1923年（大正12年）秋までの3年間は、群馬県吾妻郡中之条町の四万温泉で保養するなどしながら会社を経営した。戦後恐慌や体調の悪化が転機となり、為三郎は現金決済の商売への転向を決意した。
1920年（大正9年）11月、名古屋市大須にあった活動写真館の太陽館を買収し、1921年（大正10年）1月5日に新装開館させた。為三郎が映画興行の道を歩み始めたのはこの時である。1922年（大正11年）には大須に洋画専門館の帝国館を開館させ、1923年（大正12年）には大須に映画館の貸館として帝国座を建てた。同年9月1日には関東大震災が発生し、神田橋本町の店舗兼住宅が全焼したが、妻の志ま、長男の勝巳は無事だった。同年には大須にあった旭廓が全面移転したが、大須では活動写真館、カフェー、食堂、喫茶店などが繁昌していた。1924年（大正13年）5月、大須の太陽館近くに肉なべ屋（後の資生堂パーラー）を開店させ、飲食業に進出した。
昭和初期には名古屋市東区平安通（現・北区平安通）に映画館の富士劇場を、同じく東区今池（現・千種区今池）に今池館を開館させた。1929年（昭和4年）には宝石・貴金属商を廃業した。1932年（昭和7年）には大須の裏門前町に洋画専門館の大勝館を開館させ、まだ名古屋高等商業学校（後の名古屋大学）在学中だった長男の勝巳を支配人とした。1933年（昭和8年）から1939年（昭和14年）には、喫茶店の資生堂パーラー大須店、公園店（鶴舞公園）、赤門店を相次いで開店させている。	
太平洋戦争中の1943年（昭和18年）には名古屋市南区に落下傘収納袋や背負い袋を製造する軍需工場を建てた。1944年（昭和19年）には大須で経営していた映画館4館のうち、帝国館、帝国座、大勝館の3映画館が政府に買い上げられて火除け地（建物疎開）用地となった。戦争末期の1945年（昭和20年）には千種区元古井町の自宅が名古屋大空襲で焼失し、岐阜県武儀郡南武芸村跡部に疎開した。なお、空襲では西区児玉町の弁天座以外のすべての映画館と資生堂パーラー全店舗が焼失している。

### 戦後の経歴

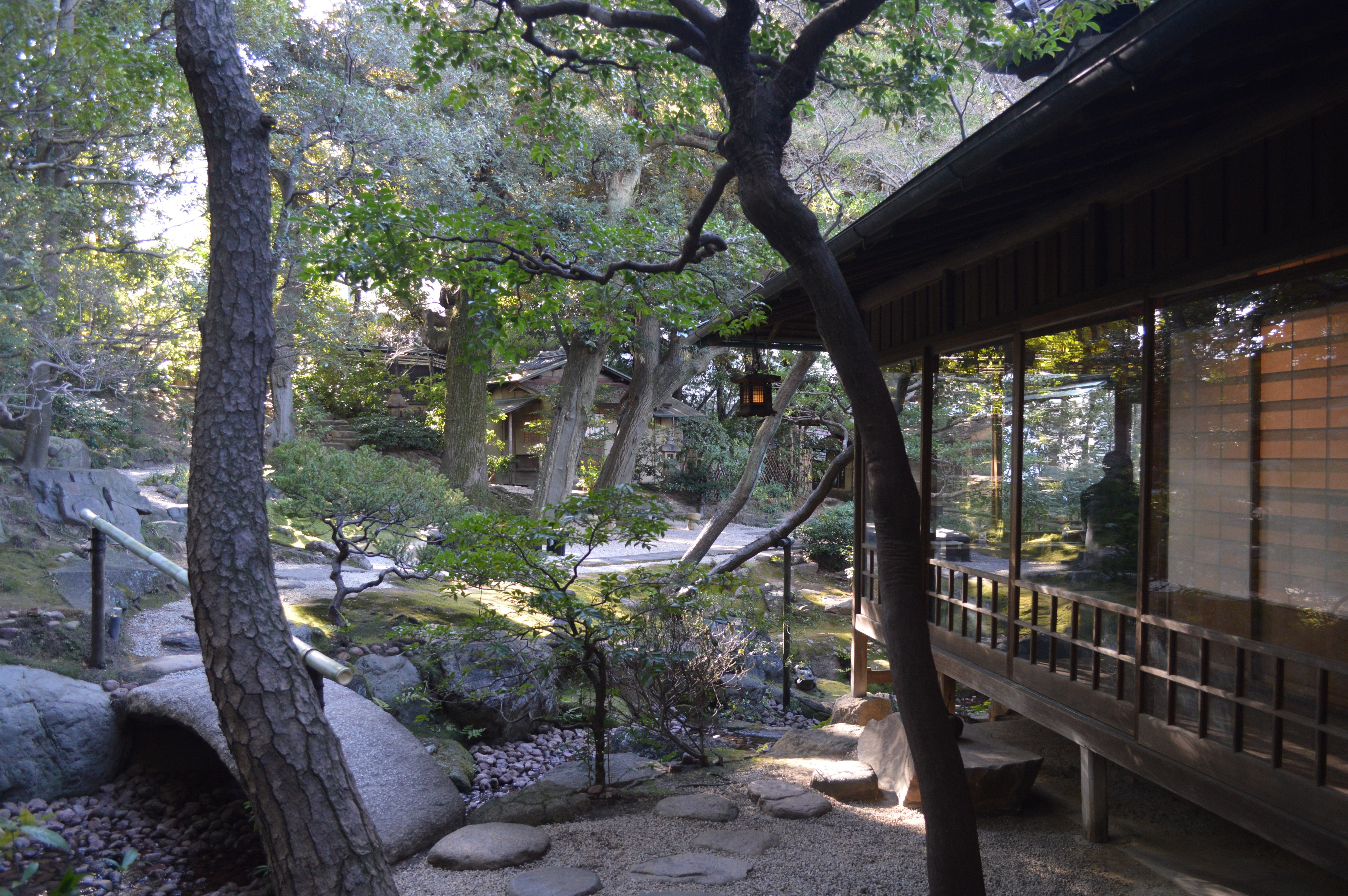
戦後に居住した邸宅

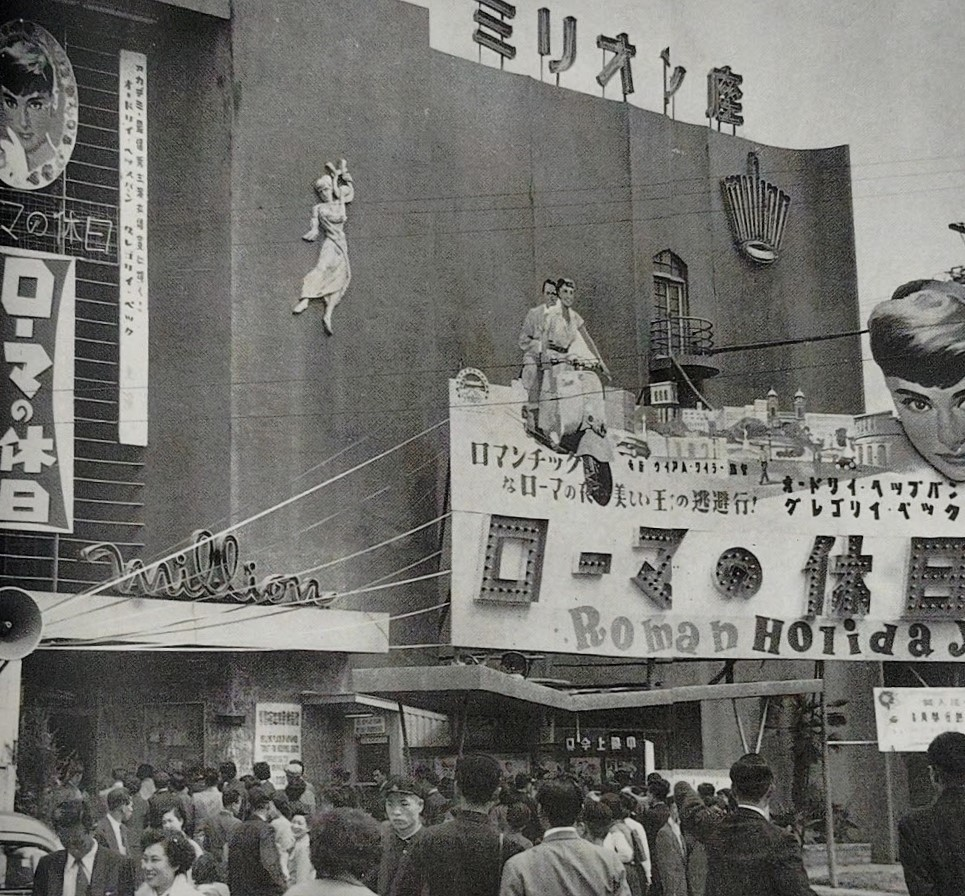
ミリオン座

終戦直後の1945年（昭和20年）8月、千種区堀割町で売りに出された豪邸を購入して新居とした（後の爲三郎記念館）。1946年（昭和21年）に西区の弁天座を復興させると、同年末には今池に今池国際劇場を建て、名古屋駅前にメトロ劇場を建てた。また、同年には空襲で焼失した大須の太陽館を再建した。1948年（昭和23年)5月には株式会社資生堂を設立して会長に就任した。
1950年（昭和25年）10月、名古屋市中区の広小路通近くに映画館のミリオン座を開館させ、近くの資生堂パーラーと合わせてレジャーランドとした。1951年（昭和26年）には広小路土地興業株式会社を設立して代表取締役会長に就任した。1950年代前半、名古屋市営地下鉄東山線の一部（栄町駅-池下駅間）を高架式とする計画が浮上した際には、愛市連盟を設立して熱烈な反対運動を行い、同区間は地下式で建設された。
1953年（昭和28年）には長男の勝巳が外国映画を配給する有限会社欧米映画配給社を設立し、1956年（昭和31年）には為三郎が会長に就任した。1957年（昭和32年）7月には欧米映画配給社がヘラルド映画株式会社に社名変更している。
1960年（昭和35年）、名古屋駅前に名古屋市初の70mmフィルム上映館である毎日ホール大劇場（後の毎日ホール劇場）と名画座の毎日地下劇場を開館させた。1961年（昭和36年）7月、日本ヘラルド映画株式会社を設立して会長に就任した。1964年（昭和39年）、名古屋市中区栄の若宮八幡社隣接地に総合レジャービルの中日シネラマ会館（後のヘラルドシネプラザ）を開館させ、株式会社中日シネラマ会館の会長に就任した。
1965年（昭和40年）には宗教法人鶴見総持寺の信徒総代を務めている。1971年（昭和46年）10月、西加茂郡藤岡町（現・豊田市）に藤岡カントリークラブを建設してリゾート開発に進出した際には、経営者には二男の古川博三郎を据え、自身は理事長に就任した。同年には株式会社資生堂をヘラルドフーズ株式会社に社名変更して会長に就任し、株式会社ヘラルド映画興行がヘラルド興業株式会社に社名変更して会長に就任した。1973年（昭和48年）4月には豊田温泉開発株式会社（現・古川土地開発株式会社）を設立して代表取締役に就任した。1980年（昭和55年）には宗教法人覚王山日泰寺の責任役員信徒総代を務めている。

### 晩年

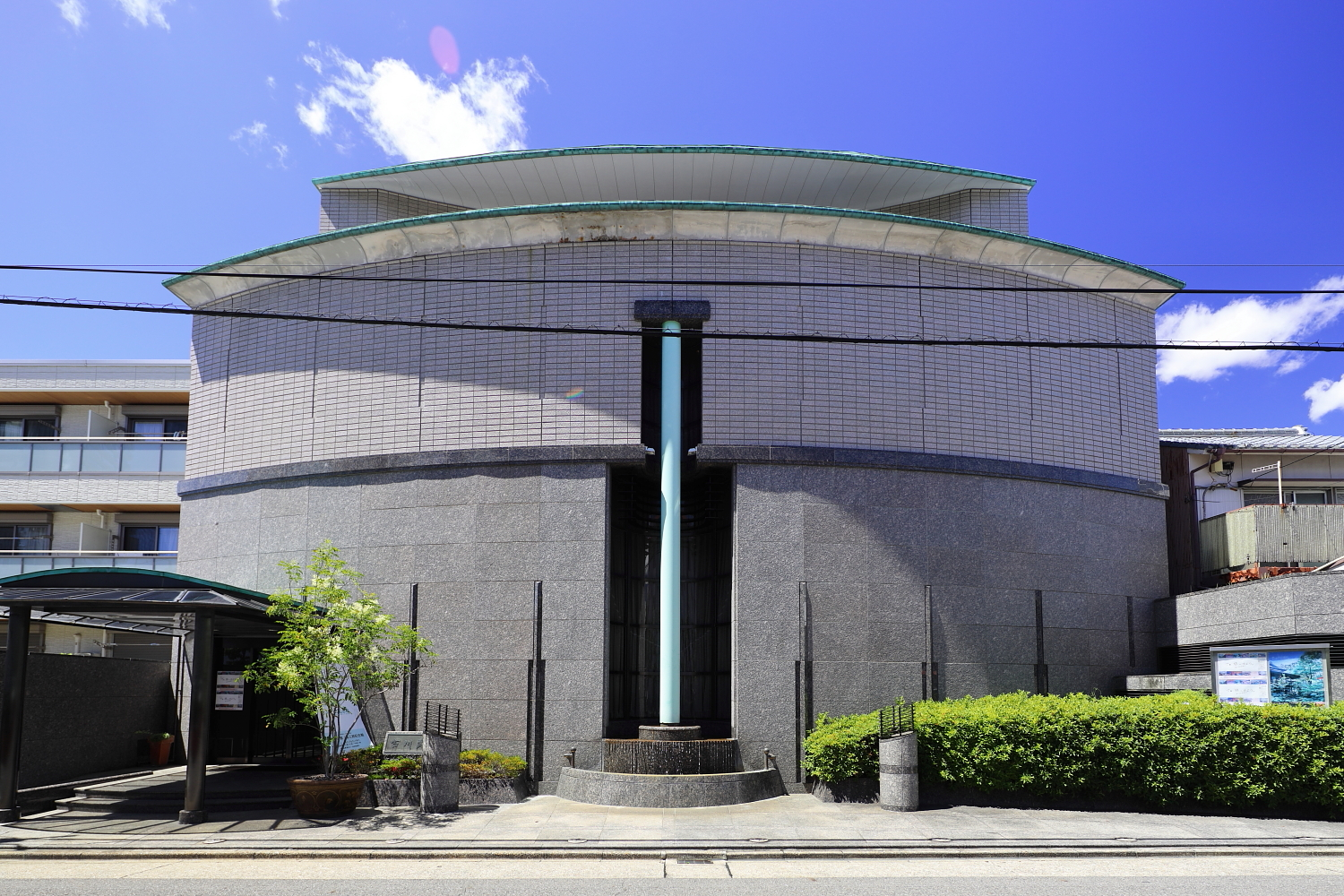
古川美術館

1985年（昭和60年）には孫の古川為之が名古屋ケーブルネットワーク株式会社（後のスターキャット）を設立して通信放送業に進出し、2月には為三郎が会長に就任した。1986年（昭和61年）7月12日には長男の勝巳が死去すると、1987年（昭和62年）2月にはヘラルドフーズ、ヘラルド興業、三重劇場の3社が合併して株式会社ヘラルドコーポレーションが設立され、為三郎が会長に就任した。同年5月20日には昭和天皇主催の春の園遊会に招かれた。同年9月には財団法人古川会が設立され、自身は理事長に就任した。同年10月30日から48回に渡って、『中日新聞』夕刊紙面で「この道 古川為三郎伝」が連載され、1989年（平成元年）には加筆修正した伝記『獅子奮迅 古川爲三郎伝』が刊行された。
1988年（昭和63年）にアメリカの『フォーチュン』誌が日本人資産家を取り上げた記事で、「世界最高齢の富豪」として言及された。日本経済新聞社グループの経済研究誌は為三郎の全資産を4兆5000億円と試算している。
1989年（平成元年）1月18日には100歳を迎えた。1991年（平成3年）11月7日には近代日本画などを展示する古川美術館が開館し、自身が初代館長に就任した。同年6月には肺炎によって名古屋第二赤十字病院に入院したが、その後は回復してヘラルドグループの仕事や公務をこなした。1993年（平成5年）5月19日、名古屋第二赤十字病院で死去し、覚王山日泰寺で行われた争議と告別式には約5000人が参列した。鈴木礼治愛知県知事、西尾武喜名古屋市長、加藤巳一郎中日新聞社代表取締役会長などが弔辞を述べている。
没後の1994年（平成6年）、古川爲三郎追想集発行委員会によって伝記『追想 古川爲三郎』が刊行された。2007年（平成19年）、名古屋市千種区堀割町の邸宅が古川美術館分館の為三郎記念館として一般公開された。

## 人物

### 慈善事業

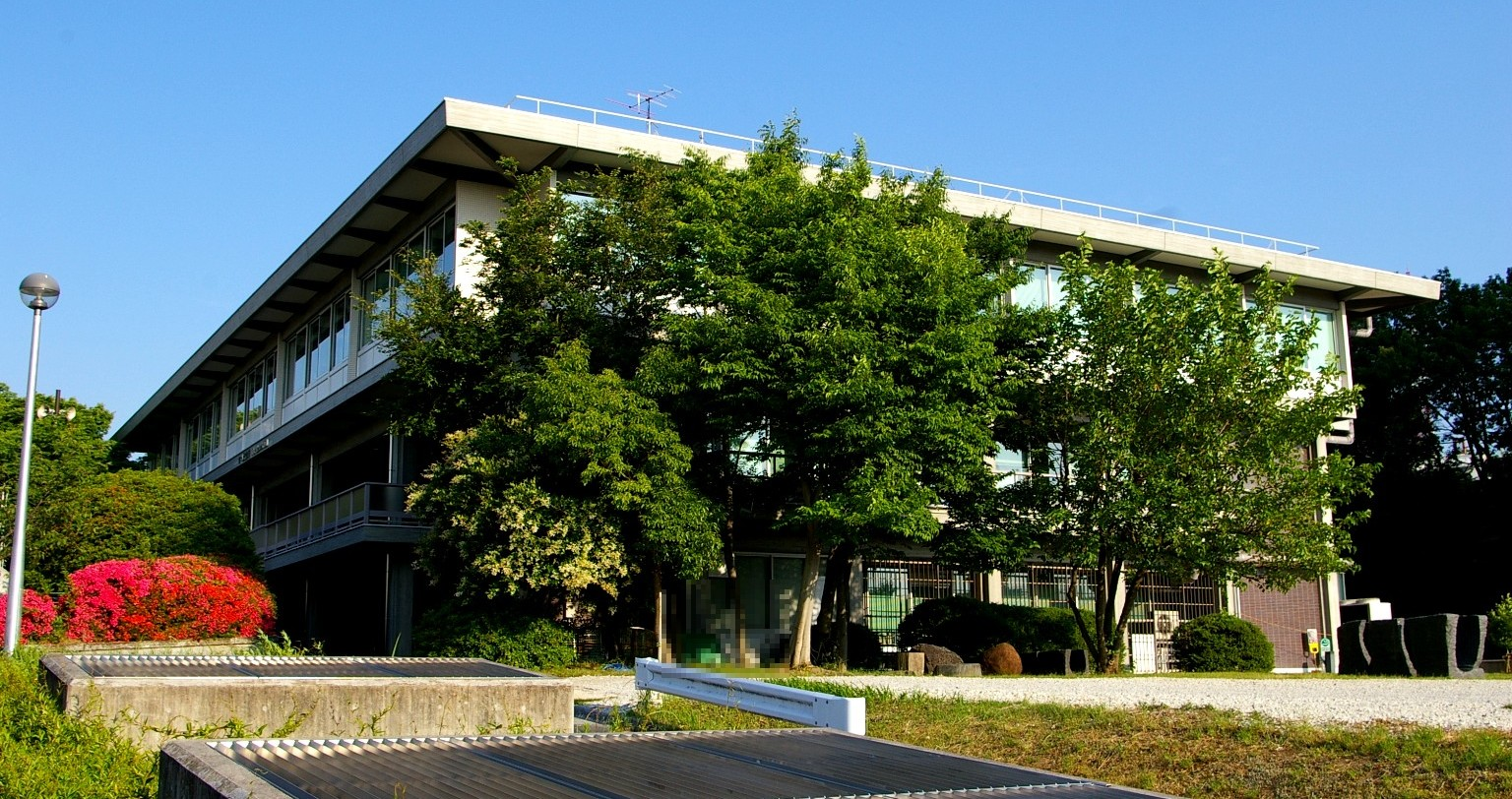
古川記念館（旧・名古屋大学附属古川図書館）

1962年（昭和37年）には名古屋大学に対して図書館建設費用の2億円を寄付し、2年後に名古屋大学附属古川図書館（現・古川記念館）が開館している。1981年（昭和56年）に新館の名古屋大学附属中央図書館が竣工すると、同年には古川図書館の建物が古川総合研究資料館と改称され、2004年（平成16年）には古川記念館に改称している。古川記念館には名古屋大学博物館が置かれている。
1987年（昭和62年）には日本赤十字社に3000万円を寄付し、その後名古屋市科学館に5000万円を寄付した。1988年（昭和63年）のぎふ中部未来博の開催に際して、岐阜県に1億円を寄付した。1989年（平成元年）の世界デザイン博覧会の日本開催に際し、ポケットマネーから3億円を拠出して名古屋市に寄付した。

### 宗教活動

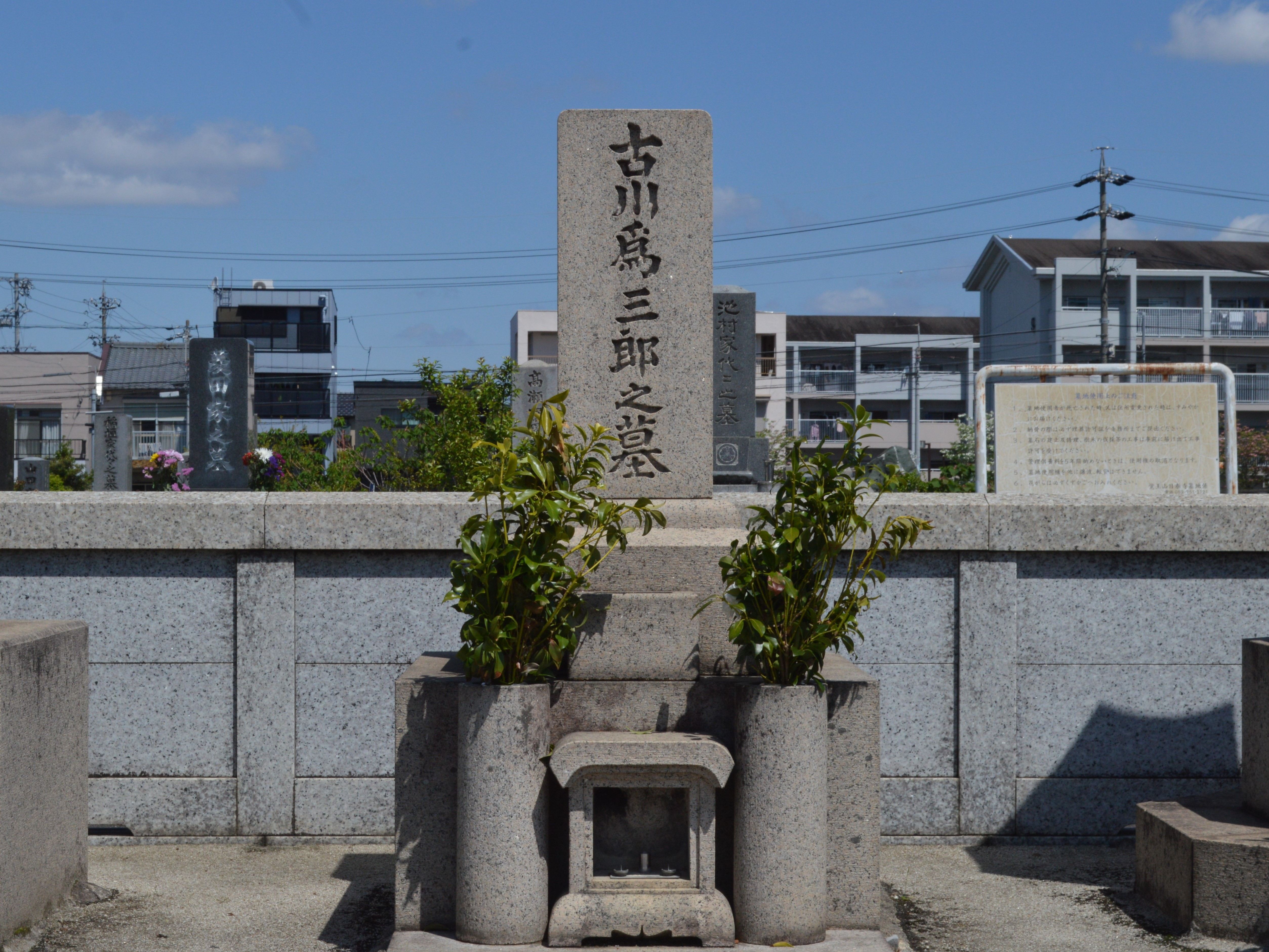
覚王山日泰寺墓地にある墓

熱心な仏教徒であり、1950年代に名古屋市の覚王山日泰寺の管長の勧めで世界平和観音会を設立。全世界に観音菩薩の教えを広げようという趣旨で中国やインドなど約30カ国に観音像の寄贈を行ってきた。1975年（昭和50年）には34体目の観音像をフィリピンへ寄贈し満願を達成した。1970年代後半には神奈川県横浜市の總持寺と覚王山日泰寺の信徒総代を務めた。観音の総本山として、静岡県熱海市姫の沢公園に金閣寺を建設しようとしたが実現しなかった。

## 家族
- 実父：中野清助
- 実母：たき
- 養父：古川己之助 - 宝石・貴金属商の古川己之助商店の経営者。
  - 本人：古川為三郎
  - 妻：志ま
    - 長男：古川勝巳 - 初代日本ヘラルド映画代表取締役社長。
      - 孫：古川為之 - 古川勝巳の息子。ヘラルドコーポレーション代表取締役会長。
      - 孫：古川博三 - 古川勝巳の息子。3代目日本ヘラルド映画代表取締役社長。

    - 二男：古川博三郎 - 実業家。今池土地建物社長[18]。今池国際劇場、今池アカデミー劇場、名古屋ロマン座、今池フジ劇場、本山映画劇場などを経営。
    - 三男：古川善次郎 - 実業家。エフワン社長[19]。パチンコ店、レストラン、兄の博三郎から買収した今池国際劇場・国際シネマなどを経営。
    - 息子：中野喜七郎 - 実業家。瀬戸市の瀬戸中央劇場・ロマン中央、豊田市のトヨタグランドなどを経営。